# Kumberg
Kumberg é um município da Áustria, situado no distrito de Graz-Umgebung, na estado da Estíria. Tem 29,42 km² de área e sua população em 2019 foi estimada em 3.898 habitantes.